# Georges Vedel
Georges Vedel (* 5. Juli 1910 in Auch, Département Gers; † 21. Februar 2002) war ein französischer Jurist, der 1998 Mitglied der Académie française wurde.

## Leben
Nach dem Besuch des französischen Lycées im besetzten Mainz sowie eines Lycée in Toulouse absolvierte Vedel ein Studium der Rechtswissenschaften und Philosophie an der Universität Toulouse und schloss dieses Studium 1936 mit der Agrégation im Fach Öffentliches Recht ab. Im Anschluss war er Dozent an der Universität Poitiers und im Anschluss von 1939 bis 1949 an der Universität Toulouse, ehe er zwischen 1949 und 1979 Professor für Öffentliches Recht an der Universität von Paris war. Während dieser Zeit war er von 1956 bis 1957 juristischer Berater der französischen Delegation bei den Verhandlungen zum Gemeinsamen Markt und der Europäischen Atomgemeinschaft (EURATOM) und zwischen 1962 und 1967 auch Dekan der Juristischen Fakultät der Universität von Paris. Zeitweise war er zudem Professor am sogenannten „Sciences Po“, dem Institut d’études politiques de Paris, der École nationale supérieure des mines de Paris und an der École des hautes études commerciales (HEC).
Vedel, der von 1969 bis 1979 Mitglied des Wirtschafts- und Sozialrates war, war außerdem zwischen 1976 und 1980 Präsident des Zentrums für Studien zu Erlösen und Kosten (CERC). 1980 erfolgte seine Berufung zum Mitglied des Conseil constitutionnel, des Verfassungsgerichts, dem er bis 1989 angehörte. 1985 wurde er mit dem Großen Preis der Académie des sciences morales et politiques und war außerdem 1993 Präsident des Beratungsgremiums zur Überarbeitung der Verfassung der Fünften Französischen Republik.
Am 28. Mai 1998 wurde er als Nachfolger von René Huyghe zum Mitglied der Académie française gewählt und nahm dort bis zu seinem Tod den fünften Sessel (Fauteuil 5) ein.
Darüber hinaus war er Ehrendoktor der Pantion-Universität Athen, der Nationalen und Kapodistrias-Universität Athen, der Université Libre de Bruxelles, der Universität Lausanne und der Universidad de Costa Rica sowie Korrespondierendes Mitglied der Königlich Marokkanischen Akademie und der Akademie von Athen. Außerdem wurde er mit dem Großkreuz der Ehrenlegion und des Ordre national du Mérite sowie mit dem Croix de guerre ausgezeichnet. Vedel war auch Kommandeur des Ordre des Palmes Académiques und Großoffizier des marokkanischen Ordens Ouissam Alaouite.

## Veröffentlichungen
- Essai sur la notion de cause en droit administratif, 1934
- Droit constitutionnel, 1949
- Droit administratif, 1958
- Perspectives à long terme de l’agriculture française, 1969
- Accroissement des compétences du Parlement européen, 1972
- Financement des entreprises publiques, 1976
- Gestion des entreprises de presse, 1979
- Présidence du Comité consultatif pour la révision de la Constitution, 1993

in deutscher Sprache
- Die Rolle der parlamentarischen Institution bei der europäischen Integration, 1974